# اینجا، خانه ما
اینجا، خانه ما یک مجموعه تلویزیونی محصول سال ۱۳۷۸ به کارگردانی محمد جاوید مهتدی، نویسندگی و تهیه‌کنندگی می‌باشد که ظهرها از برنامه سیمای خانواده شبکه ۱ پخش شد.

## بازیگران
- آذین جلالی
- آیدا خاکساری
- اسماعیل محرابی
- حسین چنگی
- سهیل حلاج‌زاده
- سهیلا عزیزی[۱]
- علی طالب‌لو
- فاطمه محمدی
- فریبرز علی‌اکبرپور
- کاوه آهنگر